# Helegonatopus pulchricornis
Helegonatopus pulchricornis är en stekelart som beskrevs av Hayat och Krishna K. Verma 1978. Helegonatopus pulchricornis ingår i släktet Helegonatopus och familjen sköldlussteklar. Inga underarter finns listade i Catalogue of Life.